# Trevor Challis
Trevor Challis (Paddington, 23 ottobre 1975) è un ex calciatore inglese, di ruolo difensore.

## Caratteristiche tecniche
Era un terzino sinistro.

## Carriera

### Giocatore

#### Club
Viene aggregato alla prima squadra del QPR, club della prima divisione inglese, nel 1994, all'età di 19 anni; fa il suo effettivo esordio solamente nella stagione successiva, subentrando dalla panchina a Rufus Brevett nel corso del primo tempo della partita casalinga pareggiata per 1-1 contro il Coventry City del 19 novembre 1995; tre giorni più tardi gioca invece la sua prima partita da titolare, nella sconfitta esterna per 2-0 contro l'Everton. Nel corso della stagione, che gli Hoops terminano con una retrocessione in seconda divisione, gioca in totale 11 partite di campionato e 2 partite in FA Cup. Complici anche vari infortuni ad un ginocchio, pur restando in rosa fino al termine della stagione 1997-1998 gioca in totale solamente altre 4 partite ufficiali con la maglia del club londinese (2 nella seconda divisione inglese e 2 in Coppa di Lega), tutte nella stagione 1996-1997.
Tra il 1998 ed il 2003 gioca per un quinquennio con i Bristol Rovers: nei primi tre anni milita nella terza divisione inglese, mentre nel biennio conclusivo è in quarta divisione, ed in totale gioca 145 partite di campionato con questo club, segnando anche una rete (la sua unica in carriera in campionati professionistici). Nel 2004, dopo una prima parte stagione trascorsa al Telford Utd in quinta divisione, contribuisce con 3 reti in 8 presenze alla promozione dalla quinta alla quarta divisione inglese dello Shrewsbury Town, con cui poi gioca 38 partite nella quarta divisione inglese nel corso della stagione 2004-2005. Nella stagione 2005-2006 vince la sesta divisione inglese con il Weymouth, con cui poi gioca per un biennio in quinta divisione, andando infine a chiudere la carriera all'Eastleigh, nuovamente in sesta divisione.

#### Nazionale
Nel 1996 ha partecipato al Torneo di Tolone con la nazionale inglese Under-21, giocando 2 partite.

### Allenatore
Ha allenato nelle giovanili del Bristol City.

## Palmarès

### Giocatore

#### Competizioni nazionali
- Conference League South: 1

Weymouth: 2005-2006